# Bureau arabe
Ne doit pas être confondu avec Bureaux arabes.

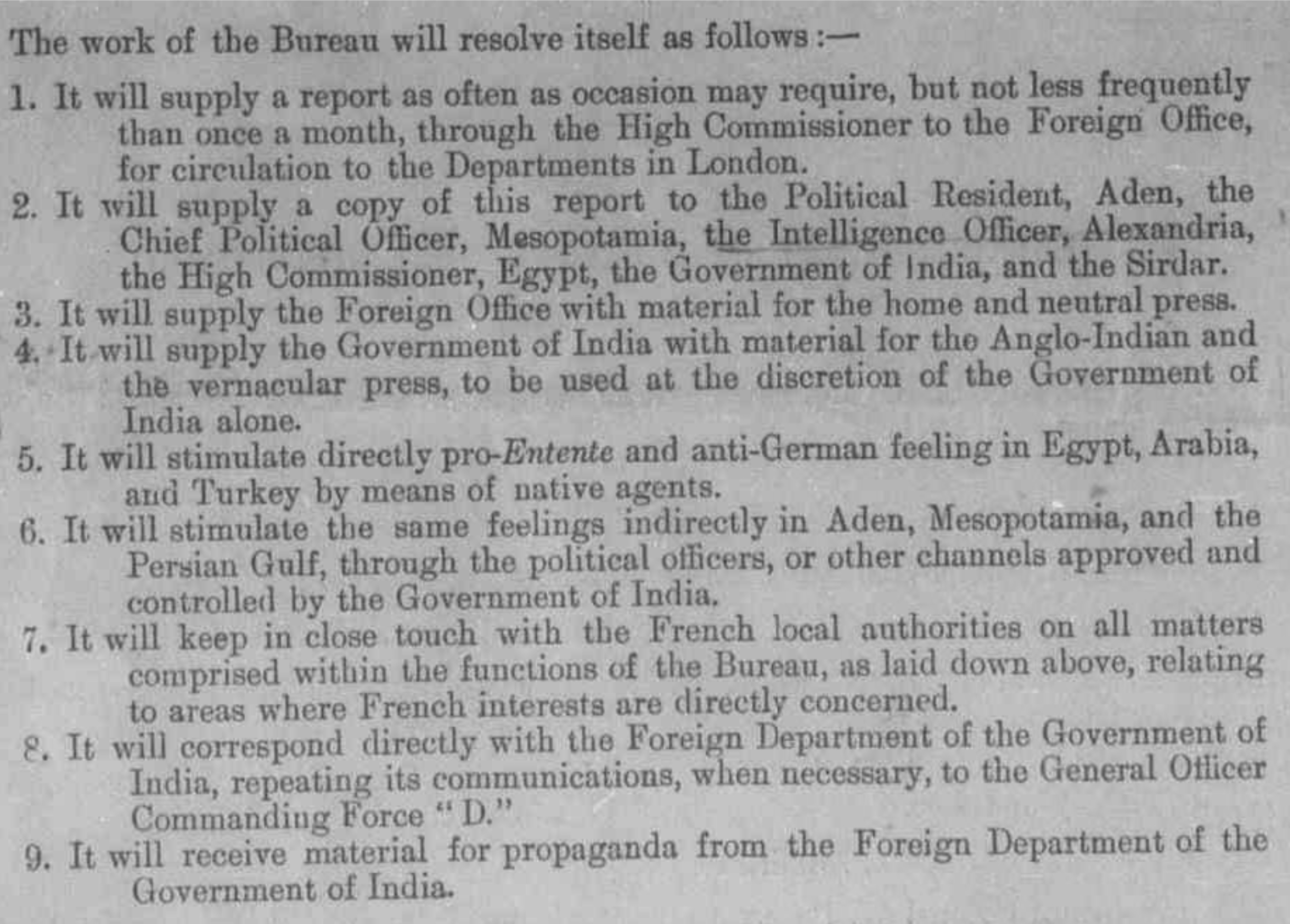
Mandat du Bureau arabe à la réunion interministérielle pour la création du Bureau, 7 janvier 1916.

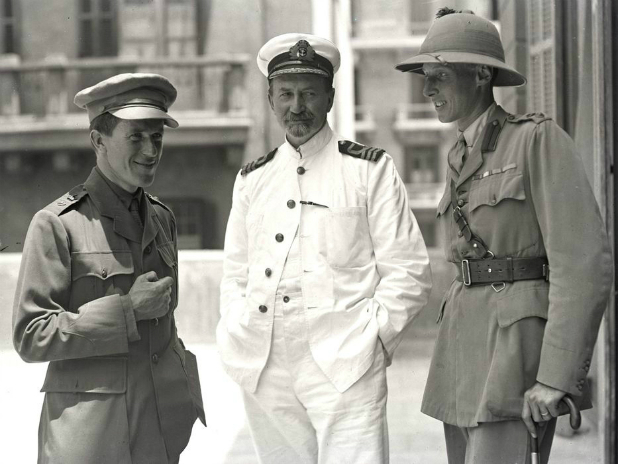
Le lieutenant-colonel Thomas Edward Lawrence (Lawrence d'Arabie) (1888 - 1935, à gauche), David George Hogarth (1862-1927) et le lieutenant-colonel Dawnay, au Bureau arabe des affaires étrangères de la Grande-Bretagne, Le Caire, mai 1918.

Le Bureau arabe (Arab Bureau) est une section du Département du renseignement du Caire créé en 1916 pendant la Première Guerre mondiale et fermé en 1920, et dont le but était la diffusion de propagande et la collecte de renseignements dans les régions arabes du Moyen-Orient. 
Brian Westrate a écrit dans son histoire du Bureau arabe en 1992 que « l'agence a par la suite porté une grande part du blâme pour la terrible mauvaise gestion de la politique du Moyen-Orient par la Grande-Bretagne pendant et peu après la Première Guerre mondiale ».   

## Personnel
Gilbert Clayton est nommé chef (chief) du Bureau arabe. David Hogarth, un officier du renseignement naval, est directeur par intérim du Bureau arabe et Kinahan Cornwall est son adjoint. Herbert Garland, George Ambrose Lloyd, George Stewart Symes, Philip Graves, Gertrude Bell, Aubrey Herbert, William Ormsby-Gore, Thomas Edward Lawrence, Alfred Guillaume et Tracy Philipps faisaient également partie du Bureau arabe. 
En 1920, Herbert Garland est nommé directeur, sous le haut-commissaire pour l'Égypte, Lord Allenby. 